# 田尻悟郎
田尻 悟郎（たじり ごろう　1958年5月24日 - ）は、日本の教育学者。関西大学外国語学部教授。語学教育研究所評議員。パーマー賞選考委員。英語授業研究学会理事。

## 来歴
1958年、島根県松江市に理髪店の息子として生まれる。「家業を継ぎたくない」という思いから、猛勉強の末、島根大学入学。学生時代は音楽活動に熱中。1981年、大学卒業時に小学校教員試験を受けるが失敗、中学校教員として神戸の底辺校へ配属される。荒れる生徒に舐められないよう筋トレを欠かさず、強面教師を装う。野球部の顧問として活躍するものの、英語教育そのものはうまくいかず、教師として悩む日々をおくる。神戸市の公立中学校2校で教えたのち、島根県の公立中学校へ転任。赴任先でもうまくいかず、悩んでいるときに島根大学の築道和明教授（現・広島大学）を知り、教授の勉強会に通うことで多くを学ぶ。また、生徒たちが日系カナダ人のALT（外国語指導助手）と楽しく遊びながら英語を身に付ける姿を見て、自分の教え方を見直し、試行錯誤を重ねながら、自分なりの中学英語の教授法を形作り、2001年に語学教育研究所よりパーマー賞を受賞。島根県内の5校に勤務したのち、2007年4月より関西大学教授。2009年4月より関西大学外国語学部・大学院外国語教育学研究科教授になる。

## 人物
- 専門分野は英語授業実践学と英語科教科教育法。
- 公立中学校7校で26年間の勤務経験がある。
- 趣味は音楽でドラムスとボーカルを担当する。ヤマハ・イーストウエスト・コンテストで中国地方グランプリの受賞経験がある。
- 関西大学体育会野球部　顧問。

## 経歴
- 1958年：島根県松江市生まれ
- 1981年：島根大学教育学部中学校教員養成課程英語科卒業
- 2001年：語学教育研究所よりパーマー賞受賞
- 2003年：英語教員指導力向上研修講師
- 2007年：関西大学外国語教育研究機構教授
- 2009年：関西大学外国語学部教授

## 著書

### 単著
- 『生徒がぐ〜んと伸びる　英語科自学のシステムマニュアル』英語授業改革双書17（1997年、明治図書）
- 『自己表現お助けブック』（2004年、教育出版）
- 『田尻悟郎の楽しいフォニックス』（2006年、改版2010年、教育出版）
- 『(英語)授業改革論』（2009年、教育出版）
- 『英文法これが最後のやり直し！』（2011年、DHC）
- 『田尻悟郎の英語教科書本文活用術！　知的で楽しい活動＆トレーニング集』（2014年、教育出版）

### 共著
- 『自ら学ぶ子が育つ　英語科自学システム』英語授業改革双書7、柳井智彦、大鐘雅勝共著（1994年、明治図書）
- 『英語総合演習　入門編』（1997年、研究社）
- 『Talk and Talk』 Book 1-3、築道和明共著（2000-01年、正進社）
- 『田尻悟郎の英語語順トレーニングノート』1-3年（2000年、教育出版）
- 『決定版！　授業で使える英語の歌20』井上謙一、北原延晃、久保野雅史、中嶋洋一、蓑山昇共著（2001年、開隆堂出版）
- 『英語教育　ゆかいな仲間たちからの贈りもの』菅正隆、中嶋洋一共編著（2004年、日本文教出版）
- 『日本の英語教育に必要なこと　小学校英語と英語教育政策』（2006年、慶應義塾大学出版会）
- 『プロフェッショナル　仕事の流儀９』茂木健一郎、NHK「プロフェッショナル」製作班編（2007年、日本放送出版協会）
- 『決定版！　続・授業で使える英語の歌20』井上謙一、北原延晃、久保野雅史、中嶋洋一、蓑山昇共著（2008年、開隆堂出版）
- 『チャンツで楽習！　決定版　基礎英語』髙橋一幸共著（2008年、日本放送出版協会）
- 『生徒の心に火をつける 英語教師田尻悟郎の挑戦』横溝紳一郎編著 大津由紀雄、柳瀬陽介著・監修（2008年、教育出版）
- 『教科書本文活用ノート』1-3年（2012年、教育出版）
- 『英語教育　ゆかいな仲間たちからの贈りもの ２』菅正隆、中嶋洋一共編著（2014年、日本文教出版）

### 教科書
- 『One World English Course』 1 - 3（2006年、教育出版）

### 辞書
- 『チャレンジ和英辞典』（2002年、ベネッセコーポレーション）

## 出演
- NHKラジオ新基礎英語1テキスト（2003年4月 - 、日本放送出版協会）
- わくわく授業（NHK教育テレビ）
  - 「5分刻み」で英語が好きになる（2003年4月17日初回放送）
  - 今年もやっぱり5分刻みで英語が好きになる（2004年4月22日初回放送）
  - 心が動いた！英語ができた！（2004年5月20日初回放送）
  - 魔法のテストで自信がついた（2004年9月23日初回放送）
  - こうすれば英語は楽しくなる（2004年11月3日初回放送）
  - 英語は実技だ（2005年12月29日初回放送）
- 新基礎英語1（NHKラジオ第2放送、2004年3月31日・2005年1月7日初回放送分）
- 英語大好き人間養成計画（FNSドキュメンタリー大賞、2005年7月30日初回放送）
- プロフェッショナル仕事の流儀
  - 中学英語教師　田尻悟郎の仕事　楽しんで学べ ついて育て（NHK総合テレビ、2006年9月7日初回放送）

※NHKの出演の教育番組は、再放送あり。
- テレビで基礎英語（NHK教育テレビ、2012年4月7日 - ）

### ビデオ
- 英語授業の実践指導事例集（2002年、ジャパンライム）
  - 達人にみる授業の組み立てとアイディア集
  - 田尻悟郎の中学生指導のアイディア集 1 - 2
- わくわく授業－わたしの教え方－（2004年、NHKソフトウェア）

### DVD
- どの子も英語が好きになりたい　6-way Street　－何を教えて、何を学ぶのか－上巻・下巻（2003年、バンブルビー）
- どの子も英語が好きになりたい　6-way Street　－何を教えて、何を学ぶのか－ライブ版（2004年、バンブルビー）
- 英語授業の実践指導事例集　達人にみる授業の組み立てとアイディア集　田尻悟郎の中学生指導のアイディア集 1 - 2（2004年、ジャパンライム）
- プロフェッショナル仕事の流儀　中学英語教師　田尻悟郎の仕事　楽しんで学べ傷ついて育て（2007年、NHKエンタープライズ）
- わくわく授業－わたしの教え方－1-4（2008年、NHKソフトウェア）